# ちびっこ歌まねベストテン
『ちびっこ歌まねベストテン』（ちびっこうたまねベストテン）は、1978年4月4日から同年12月26日まで東京12チャンネル（現・テレビ東京）で放送されていた歌謡番組である。放送時間は毎週火曜 20:00 - 20:54 （日本標準時）。

## 概要
毎回12歳以下の子供たちが参加し、歌声を披露していた視聴者参加型番組。彼らが披露した歌の順位は、視聴者からのはがきと番組が公募したモニター100人の審査によって決められていた。
歌手の荻野目洋子と大森絹子は番組の常連で、番組内でミルクというマスコット的存在の3人組グループが結成されて、番組終了後にはレコードデビューした。タレントの岩井小百合も常連だったという。水森かおりは5歳の頃に本番組に出場した経験がある。

## 出演者

### 司会
- 土居まさる

### 審査員
- 浜口庫之助
- 市川昭介
- ほか